# Limnomys
A Limnomys az emlősök (Mammalia) osztályának a rágcsálók (Rodentia) rendjébe, ezen belül az egérfélék (Muridae) családjába tartozó nem.

## Rendszerezés
A nembe az alábbi 2 faj tartozik:
- Limnomys bryophilus Rickart, Heaney, & Tabaranza, 2003 - korábban Limnomys sibuanus-nak tekintették
- Limnomys sibuanus Mearns, 1905 – típusfaj